# Candona
Candona is een geslacht van kreeftachtigen uit de klasse van de Ostracoda (mosselkreeftjes).

## Soorten
- Candona chusanhai Hu & Tao, 2008
- Candona elliptica Furtos, 1933
- Candona glabra Capeder, 1902 †
- Candona lupinia Hu & Tao, 2008
- Candona neglecta G.O. Sars, 1887
- Candona nobilis (Brady, 1866) Mostafawi, 1989
- Candona patzcuaro Tressler, 1954
- Candona shitsyi Hu & Tao, 2008
- Candona verretensis LeRoy, 1964